# Licinio Imbrice
Licinio Imbrice (in latino Licinius Imbrix; II secolo a.C. – II secolo a.C.) è stato un commediografo romano.
Contemporaneo di Plauto, considerato assieme a lui ed altri autori come grande e irraggiungibile poeta comico. Della sua opera oggi non rimane nulla se non il titolo di una sua palliata, la Neera, tramandato nelle Notti Attiche di Aulo Gellio.